# Jesse Joensuu
Jesse Joensuu (ur. 5 października 1987 w Pori) – fiński hokeista, reprezentant Finlandii.

## Kariera
- Ässät U16 (2001-2003)
- Ässät U18 (2002-2004)
- Ässät U20 (2003-2006)
- Ässät (2004-2008)
- New York Islanders (2008-2011)
  -  Bridgeport Sound Tigers (2008-2011)
- HV71 (2011-2012)
- Ässät (2012-2013)
- New York Islanders (2013)
- Edmonton Oilers (2013-2014)
  -  SC Bern (2014-2015)
- Jokerit (2015-2022)
- Ässät (2022-)

Wychowanek klubu Porin Ässät. Od czerwca 2012 ponownie zawodnik klubu New York Islanders. Od września 2012 do stycznia 2013 roku na okres lokautu w sezonie NHL (2012/2013) związany kontraktem z macierzystym klubem Ässät. rozegrał 24 spotkania po czym powrócił do USA, aczkolwiek przyznano mu złoty medal mistrzostw Finlandii zdobyty przez fiński zespół w kwietniu 2013. Od lipca 2013 zawodnik Edmonton Oilers związany dwuletnim kontraktem. W grudniu 2014 został wypożyczony do SC Bern. W kwietniu 2015 został zawodnikiem Jokeritu, podpisując dwuletni kontrakt. Wiosną 2022 ponowni został zawodnikiem macierzystego Ässät.
Uczestniczył w turniejach mistrzostw świata w 2011, 2012.

## Sukcesy
Reprezentacyjne
- Brązowy medal mistrzostw świata do lat 20: 2006
- Złoty medal mistrzostw świata: 2011

Klubowe
- Srebrny medal mistrzostw Finlandii: 2006 z Ässät
- Złoty medal mistrzostw Finlandii: 2013 z Ässät
- Puchar Szwajcarii: 2015 z SC Bern